# Frozen River
Frozen River är en amerikansk dramafilm från 2008 i regi av Courtney Hunt.

## Handling
Filmen utspelar sig i Upstate New York vid gränsen till Kanada och nära indianreservatet St. Regis.
Ray Eddy (Melissa Leo) jobbar som butiksbiträde och kämpar för att få ekonomin att gå ihop för familjen, bestående av två söner och hennes spelberoende man. När hon äntligen lyckats spara ihop till ett nytt trailerhus försvinner maken med pengarna. Hon försöker hitta honom och träffar då på Lila Littlewolf (Misty Upham), en indiansk kvinna med lika stora ekonomiska bekymmer som hon själv.
För att tjäna pengar ingår Eddy och Littlewolf en desperat och spänd allians, och börjar smuggla illegala invandrare från Kanada till USA över den frusna Saint Lawrencefloden för 1 200 amerikanska dollar per överfart.

## Rollista
- Melissa Leo – Ray Eddy
- Misty Upham – Lila Littlewolf
- Charlie McDermott – Troy "T.J." Eddy, Jr.
- Michael O'Keefe – State Trooper Finnerty
- Mark Boone Junior – Jacques Bruno
- James Reilly – Ricky Eddy
- Dylan Carusona – Jimmy
- Jay Klaitz – Guy Versailles
- Michael Sky – Billy Three Rivers
- John Canoe – Bernie Littlewolf

## Utmärkelser
Filmen Oscarsnominerades i klasserna bästa kvinnliga huvudroll och bästa originalmanus men vann inget av priserna.
Filmen vann Bronshästen för bästa film vid Stockholms filmfestival 2008.